# Pleurotomella
Pleurotomella là một chi ốc biển, là động vật thân mềm chân bụng sống ở biển trong họ Conidae.

## Các loài
Các loài thuộc chi Pleurotomella bao gồm:
- Pleurotomella aguayoi (Carcelles, 1953)[2]
- Pleurotomella amphiblestrum (Melvill, 1904)[3]
- Pleurotomella anceyi (Dautzenberg & Fischer, 1897)[4]
- Pleurotomella annulata Thiele, 1912[5]
- Pleurotomella anomalapex Powell, 1951[6]
- Pleurotomella araneosa (Watson, 1881)[7]
- Pleurotomella bairdi Verrill & Smith, 1884[8]
- Pleurotomella bandella (Dall, 1881)[9]
- Pleurotomella benedicti Verrill, 1884[10]
- Pleurotomella bureaui (Dautzenberg & Fischer, 1897)[11]
- Pleurotomella cancellata Sysoev, 1988[12]
- Pleurotomella catharinae Verrill, 1884[13]
- Pleurotomella chariessa (Watson, 1881)[14]
- Pleurotomella circumvoluta (Watson, 1881)[15]
- Pleurotomella clathurellaeformis Schepman, 1913[16]
- Pleurotomella coeloraphe (Dautzenberg & Fischer H., 1896)[17]
- Pleurotomella corrida Dall, 1927[18]
- Pleurotomella deliciosa Thiele, 1912[19]
- Pleurotomella demosia (Dautzenberg & Fischer, 1896)[20]
- Pleurotomella dinora Dall, 1908[21]
- Pleurotomella ecphora (Melvill, 1904)[22]
- Pleurotomella edgariana (Dall, 1889)[23]
- Pleurotomella elisa Thiele, 1925[24]
- Pleurotomella elusiva (Dall, 1881)[25]
- Pleurotomella endeavourensis Dell, 1990[26]
- Pleurotomella enderbyensis Dell, 1990[27]
- Pleurotomella enderbyensis Powell, 1958[28]
- Pleurotomella enora (Dall, 1908)[29]
- Pleurotomella eulimenes (Melvill, 1904)[30]
- Pleurotomella eurybrocha (Dautzenberg & Fischer, 1896)[31]
- Pleurotomella evadne Melvill, 1912[32]
- Pleurotomella formosa (Jeffreys, 1867)[33]
- Pleurotomella frigida Thiele, 1912[34]
- Pleurotomella fulvotincta (Dautzenberg & Fischer, 1896)[35]
- Pleurotomella gibbera Bouchet & Warén, 1980[36]
- Pleurotomella granuliapicata Okutani, 1964[37]
- Pleurotomella hadria (Dall, 1889)[38]
- Pleurotomella helena Thiele, 1925[39]
- Pleurotomella herminea Dall, 1919[40]
- Pleurotomella hermione (Dall, 1919)[41]
- Pleurotomella hypermnestra Melvill, 1912[42]
- Pleurotomella ida Thiele, 1925[43]
- Pleurotomella imitator (Dall, 1927)[44]
- Pleurotomella ipara (Dall, 1881)[45]
- Pleurotomella itama (Melvill, 1906)[46]
- Pleurotomella lottae Verrill, 1885[47]
- Pleurotomella maitasi Engl, 2008[48]
- Pleurotomella marshalli (Sykes, 1906)[49]
- Pleurotomella megalembryon (Dautzenberg & Fischer, 1896)[50]
- Pleurotomella minuta Sysoev & Ivanov, 1985[51]
- Pleurotomella normalis (Dall, 1881)[52]
- Pleurotomella obesa Bouchet & Warén, 1980[53]
- Pleurotomella ohlini (Strebel, 1905)[54]
- Pleurotomella orariana (Dall, 1908)[55]
- Pleurotomella pachia (Watson, 1881)[56]
- Pleurotomella packardii Verrill, 1872[57]
- Pleurotomella pandionis (A. E. Verrill, 1880)[58]
- Pleurotomella papyracea (Watson, 1881)[59]
- Pleurotomella parella Dall, 1908[60]
- Pleurotomella perpauxilla (Watson, 1881)[61]
- Pleurotomella porcellana (Watson, 1886)[62]
- Pleurotomella pudens (Watson, 1881)[63]
- Pleurotomella puella Thiele, 1925[64]
- Pleurotomella raineri Engl, 2008[65]
- Pleurotomella reconditum (Locard, 1891)[66]
- Pleurotomella rossi Dell, 1990[67]
- Pleurotomella sandersoni Verrill, 1884[68]
- Pleurotomella sansibarica Thiele, 1925[69]
- Pleurotomella siberutensis (Thiele, 1925)[70]
- Pleurotomella simillima Thiele, 1912[71]
- Pleurotomella tcherniai (Gaillard, 1955)[72]
- Pleurotomella thalassica Dall, 1919[73]
- Pleurotomella ursula Thiele, 1925[74]
- Pleurotomella vaginata Dall, 1927[75]
- Pleurotomella vera Thiele, 1925[76]
- Pleurotomella virginalis Thiele, 1925[77]